# Franco Ferraris
Franco Ferraris (Napoli, 17 maggio 1919 – ...) è stato un tuffatore italiano.

## Biografia
Nato a Napoli nel 1919, a 17 anni prese parte ai Giochi olimpici di Berlino 1936 nella gara di piattaforma, terminando 22º con 77.60 punti..